# Терехов, Роман Яковлевич
Роман Яковлевич Терехов (1 октября 1889, Александровка, Курская губерния — 2 января 1979, Москва) — советский партийный и политический деятель. Член РСДРП(б) (с 1912), первый секретарь Харьковского обкома КП(б) Украины (1932—1933), член ЦК КП(б) Украины (1930—1934).

## Биография
Роман Терехов родился 1 октября 1889 года в селе Александровка Курской губернии в шахтёрской семье. C восьми лет помогал отцу в шахте.
В 1912 году увлёкся коммунистическим движением, вступил в ряды РСДРП(б); распространял среди шахтёров газету «Правда». В Донецком краеведческом музее демонстрируется рисунок, посвящённый этому событию — «Р. Я. Терехов проводит читку „Правды“ среди шахтёров в 1912 году».
С 1917 года — член Президиума Совета рабочих депутатов Берестово-Богодуховского рудника.
В декабре 1917 года в Макеевку ворвалась казачья армия — уничтожала шахты, жестоко убивала депутатов совета. Когда казачий полковник добрался до Берестово-Богодуховского рудника, то приказал сложить оружие, на что Роман Яковлевич ответил:
Оружие мы не сдадим, оно нам нужно для самозащиты и защиты наших пролетарских интересов.
С 1917 года по 1918 год — председатель Исполнительного комитета Берестово-Кальмиусского районного Совета.
С 1918 года находится в подполье в Донбассе, продолжал заниматься распространением газеты «Правда». В июле и октябре 1919 года — делегат I и II съездов КП(б) Украины.
С 1920 по 1924 год — заведующий Отделом труда, член Исполнительного комитета Юзовского Совета, заведующий Организационным отделом Юзовского уездного комитета КП(б) Украины.
С 1923 по 1924 год учился в Коммунистическом университете имени Артёма.
С 1924 года — заведующий Отделом Центральной Контрольной Комиссии КП(б) Украины.
С 1924 года по февраль 1928 года — заместитель председателя Центральной Контрольной Комиссии КП(б) Украины.
С 1924 года по февраль 1928 года — заместитель народного комиссара рабоче-крестьянской инспекции Украинской ССР.
Одновременно — член Центральной контрольной комиссии КП(б) Украины (16.5.1924 — 5.6.1930) и Центральной Контрольной Комиссии РКП(б) — ВКП(б) (31.5.1924 — 26.6.1930), член ЦИК СССР IV созыва (1927—1929).
С февраля 1928 по 1930 год — ответственный секретарь Артёмовского окружного комитета КП(б) Украины. Входил во Всеукраинскую редакцию «Истории фабрик и заводов».
С 22 июля 1930 года по 7 февраля 1933 года — секретарь ЦК КП(б) Украины; одновременно — член ЦК КП(б) Украины (15.6.1930 — 18.1.1934) и кандидат в члены ЦК ВКП(б) (1930—1934), член Организационного бюро (22.7.1930 — 7.2.1933) и Политического бюро (13.12.1930 — 7.2.1933) ЦК КП(б) Украины, 1-й секретарь Харьковского областного комитета КП(б) Украины (1932 — 29.1.1933).
С сентября 1933 года — 2-й секретарь Донецкого областного комитета КП(б) Украины.
По воспоминаниям Терехова в 1964 году, он в январе 1933 года сообщил о голоде на Украине Иосифу Сталину, после чего тот ответил:
Нам говорили, что Вы, товарищ Терехов, хороший оратор, оказывается, Вы хороший рассказчик - сочинили такую сказку о голоде, думали запугать, но не выйдет! Не лучше ли Вам оставить пост секретаря обкома и ЦК КП(б) и пойти работать в Союз писателей; будете сказки писать, а дураки будут читать.
24 января 1933 года постановлением ЦК ВКП(б) снят с поста секретаря обкома.
В 1933 году — председатель ЦК Союза металлистов.
С 11 февраля 1934 до 1939 года благодаря знакомству с Орджоникидзе работал членом Комиссии советского контроля при СНК СССР. Был делегатом XVII съезда ВКП(б) (1934).
С 1939 года по 1956 год — заместитель начальника Главцветметаллообработки; во время Великой Отечественной войны находился на Урале.
С 1956 года на пенсии. Умер 2 января 1979 года в Москве и там же похоронен.

### Семья
Жена во время Великой Отечественной войны работала начальником госпиталя.
Дочь — Виктория, замужем за Михаилом Павловичем Коршуновым; кандидат медицинских наук, соавтор книги «Тайна тайн московских» и «Тайны и легенды Дома на набережной».

## Избранные труды
- Владимирский М. Ф., Терехов Р. Я. За режим экономии : I. Организац. вопр. кампании. II. Рационализация и режим экономии. — Харьков : Пролетарий, 1926. — 66+1 с.
- Вопросы стандартизации / ЦКК-НК РКИ УССР; Сб. ст. под ред. В.Раттура и Л.Ваганова с предисл. Р.Терехова. — [Харьков] : Украин. экономист, 1926. — 288+2 с.
- Терехов Р. Я. Борьба за экономию металла и роль в этом ударников : Доклад на слете ударников металлопромышленности 9/I 1931 г. — Харьков: Пролетар., [1931]. — 64 с.
- Терехов Р. Я. За максимальное использование внутренних ресурсов промышленности. — Харьков: Пролетар., 1932. — 32 с.
- Терехов Р. Я. На передовых позициях развернутого социалистического наступления : Отчет ХГК КП(б)У III харьков. городской партконференции 25 июня 1932 г. — [Харьков]: Партиздат : Пролетар, 1932. — 66+2 с.
- Терехов Р. Я. «Правдисты» // «Правда» и Донбасс. — Донецк, 1962. — С. 15—25.[4]
- Терехов Р. Я. Рационализация промышленности и управления. — [Харьков] ; Артемовск: Украинский рабочий : тип. изд-ва «Укр. раб.», [1928]. — 94+2 с.
- Терехов Р. Я. Так начиналась борьба : (Из воспоминаний). [1912—1918 гг. / Лит. запись М. С. Тер-Нерсесьянца]. — Сталино: Обл. изд-во, 1957. — 104 с.

## Награды
Награждён орденами Ленина, Октябрьской Революции, Трудового Красного Знамени.

## Адреса
в Москве
- с 1934 года жил в Доме правительства[9].